# Підвисоцьке родовище вапняку
Підвисоцьке родовище вапняку — скупчення корисної копалини. Розташоване на лівому березі річки Нараївка за 0,5 км на південь від залізничної станції Підвисоке.
Розвідане 1954. Площа — 9,5 га. Корисна копалина — вапняк літотамнієвий, щільний, міцний, масивний, сірувато-білий, середньою потужністю 11,9 м. Придатний для виробництва будівельного вапна 2-го сорту.
Затверджені запаси вапняків за промисловими категоріями — понад 6 млн м³. Родовище розробляє ВАТ «Підвисоцький завод будівельних матеріалів», де виробляється вапно і вапнякове борошно.